# 유병훈 (배우)
유병훈(1972년 9월 6일 ~ )은 대한민국의 배우이다.

## 출연 작품

### 드라마
- 《폭싹 속았수다》 (2025년, 넷플릭스) - 삼보/양관식 아버지 역
- 《커넥션》 (2024년, SBS) - 방앗간 사장 역
- 《소방서 옆 경찰서 그리고 국과수》 (2023년, SBS) - 문영수 역
- 《두뇌공조》 (2023년, KBS2) - 이종구 역
- 《소방서옆경찰서》 (2022년, SBS)
- 《이상한 변호사 우영우》 (2022년, ENA) - 대현호텔 측 변호사 역
- 《열혈사제》 (2019년, SBS)
- 《보이스 3》 (2019년, OCN)
- 《드라마 스테이지 - 개같다 거지같다 아름답다》 (2019년, tvN)
- 《드라마 스테이지 - 내 연적의 모든 것》 (2018년, tvN)
- 《드라마 스테이지 - 인출책》 (2018년, tvN) - 조과장 역
- 《손 the guest》 (2018년, OCN)
- 《스케치》 (2018년, JTBC) - 음주운전으로 교통사고낸 운전자 역
- 《나쁜 녀석들 : 악의 도시》 (2017년, OCN) - 똘마니 역
- 《풍문으로 들었소》 (2015년, SBS)
- 《아내의 자격》 (2012년, JTBC) - 편집장 역
- 《신의 퀴즈》 (2010년, OCN) - 이도춘 역

### 영화
- 《더블패티》 (2021년) - 고 감독 역
- 《큰엄마의 미친봉고》 (2021년) - 유한삼 역
- 《첫잔처럼》 (2019년) - 털보사장 역
- 《비스트》 (2019년) - 미진 부 역

### 연극
- 《벚꽃동산》
- 《아라비안나이트》
- 《나는 살인자입니다》
- 《국부》
- 《목란언니》
- 《샤이닝 시티》 - 원중 역
- 《탈출》 - 브로커 추태노인 역
- 《홍도》 - 광호 아버지 역
- 《그때 그 사람》 - 남학생 역
- 《곰의 아내》 - 사장 역
- 《게임》 - 존 폴 역
- 《고제》
- 《살짝 넘어갔다가 얻어맞았다》 - 양갑 역
- 《즐거운 복희》 - 김봉민 역
- 《살》 - 부장 역
- 《알리바이 연대기》
- 《왕은 죽어가다》 - 왕 베랑제 1세 역
- 《리어외전》 - 글로스터 역
- 《풍찬노숙》 - 오참 역
- 《빨간시》- 염라 역
- 《들소의 달》
- 《푸르른 날에》 - 시민군 1 외 역
- 《칼로막베스》 - 당컨 역
- 《베니스의 상인》
- 《칼로막베스》